# Lagarder Danciu
Lagarder Danciu (Slatina, 3 de gener de 1981) és un activista sensesostre romanès d'ètnia gitana, radicat a Espanya.

## Biografia

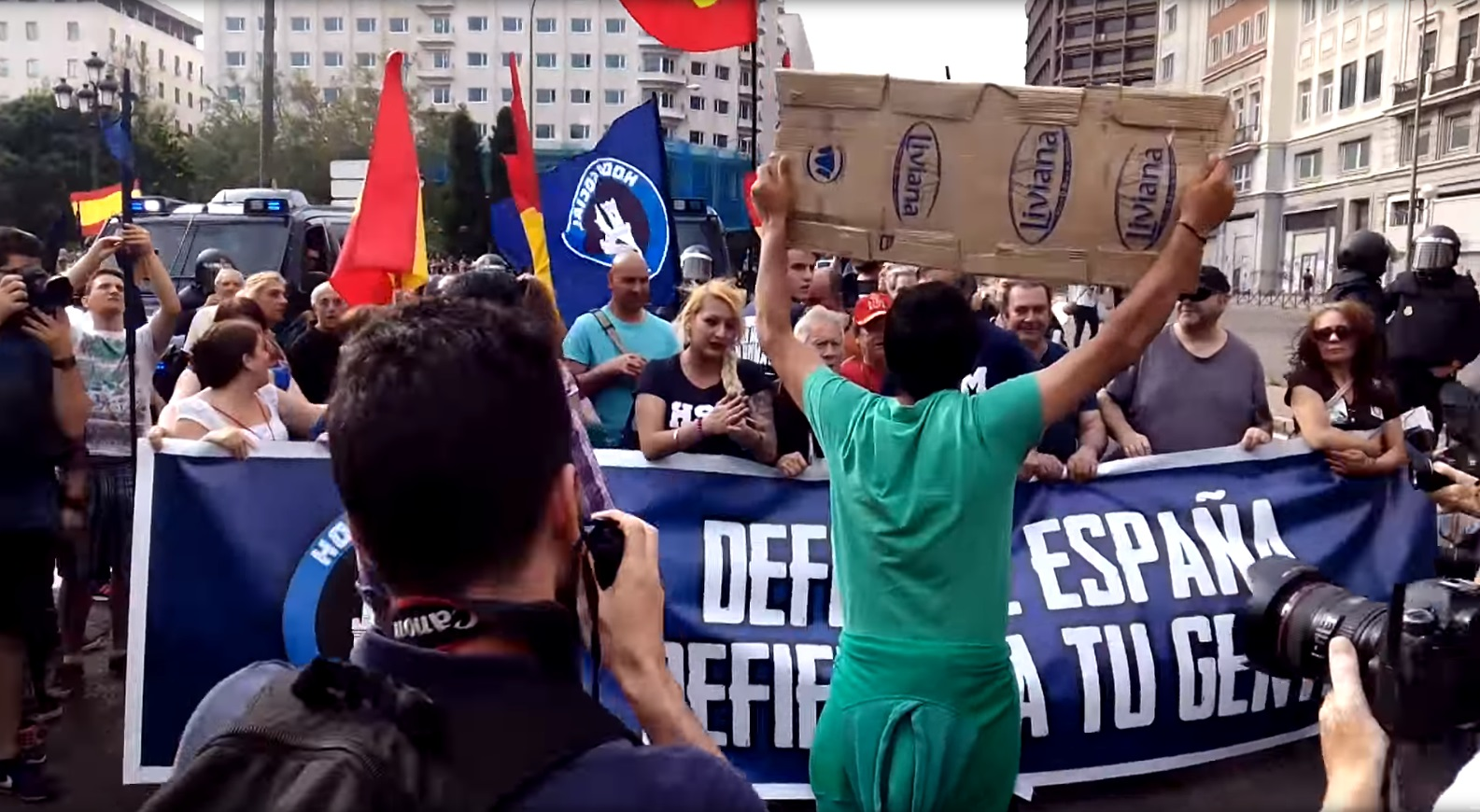
Protestant contra la capçalera d'una manifestació neonazi liderada per Melisa Domínguez Ruiz el 2016 a Madrid.

Va néixer el 3 de gener de 1981 a Slatina, a la Romania de Ceaușescu. Criat a un orfenat de Bucarest, Danciu ha agraït al comunisme el rebre una educació; titulat en Sociologia i Treball Social, va abandonar el seu lloc de funcionari, segons Danciu —gitano i homosexual— angoixat per la opressiu de la moralitat ortodoxa i pel pes dels anys de règim comunista sobre la societat, i, previ pas per Portugal, es va traslladar a Espanya amb 25 anys, treballant com a jornaler al camp, jardiner, mediador, cambrer, de traductor de la policia i d'educador a un centre d'educació secundària. Integrant en 2014 del nucli fundador de Podem a Sevilla, posteriorment es va allunyar del partit, criticant unes «pràctiques antidemocràtiques» que segons Danciu es donaven dins del partit.
Autodefinit com a «activista sensesostre en defensa dels drets humans» i com a «gitano, romanès, gai, ateu, anarquista i vegà», és conegut pel seu activisme antidesnonaments, a favor de les persones sense llar i en favor dels drets humans dels refugiats.
El 22 de maig de 2020 va ser detingut i expulsat de la Casa de Cádiz acusat d'abusos sexuals a un jove resident.

## Obres
- Danciu, Lagarder. Sin techo. Caminando en un mundo que prohíbe los sueños.  Barcelona: Descontrol Editorial, 2017.[6]